# Țicleni
Ţicleni é uma cidade da Roménia com 5.205 habitantes, localizada no judeţ (distrito) de Gorj.